# Robert Perew

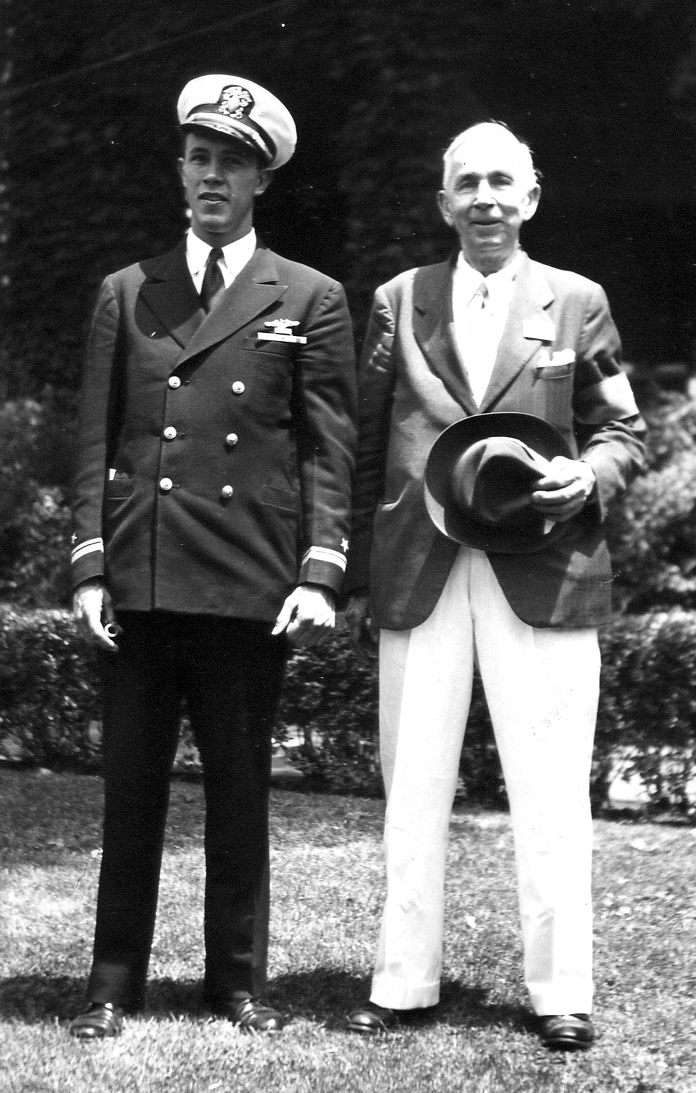
Robert Strahan Perew (links) und sein Vater Robert Jackman Perew in Yale (1946)

Robert „Bob“ Strahan Perew (* 5. August 1923 in Philadelphia, Pennsylvania; † 14. November 1999 in Denton, Texas) war ein Ruderer aus den Vereinigten Staaten, der bei den Olympischen Spielen 1948 die Bronzemedaille im Vierer ohne Steuermann gewann.

## Leben
Im Zweiten Weltkrieg war Perew als Offizier auf dem U-Boot USS Thornback im Pazifik eingesetzt. Nach dem Krieg kehrte Perew zurück an die Yale University und ruderte für deren Sportteam, die Yale Bulldogs. Für die Olympischen Spiele 1948 qualifizierte sich ein Vierer der Yale University mit Frederick Kingsbury, Stuart Griffing, Gregory Gates und Robert Perew. An der olympischen Regatta auf der Strecke der Henley Royal Regatta bei Henley-on-Thames nahmen zehn Mannschaften teil. Die Yale-Crew gewann ihren Vorlauf und ihr Halbfinale. Im Finale waren nur drei Boote am Start. Es gewannen die Italiener mit viereinhalb Sekunden Vorsprung vor den Dänen, die Amerikaner lagen im Ziel weitere vier Sekunden dahinter.
Perew schloss sein Ingenieurstudium ab und arbeitete später für General Electric, Electric Boat und für York International. Er lebte 40 Jahre am Long Island Sound und gehörte dem Komitee für die Ausrichtung der Regatta zwischen der Yale University und der Harvard University an.